# 2024年亞美尼亞未遂政變指控
亞美尼亞標準時間2024年9月18日，亞美尼亞政府宣布國家安全局挫敗由俄羅斯武裝、訓練和資助的亞美尼亞親俄派所策劃之未遂政變。

## 背景
自2022年俄羅斯入侵烏克蘭以來，亞美尼亞與俄羅斯的關係持續惡化。在此背景下，由亞美尼亞總理尼科爾·帕希尼揚領導的亞美尼亞政府，宣佈計劃退出集體安全條約組織，並於「雄鷹夥伴2023」軍事演習中接待美國軍隊，同時向烏克蘭提供人道主義援助。在這一宣佈當天，帕希尼揚還提到：「如果我們看到成為歐盟成員的可能性……我們絕對不會錯過這個時機。」
在2024年初，帕希尼揚要求俄羅斯維和部隊撤離亞美尼亞，因為他們未能制止2023年阿塞拜疆對納戈爾諾-卡拉巴赫的攻勢。與此同時，亞美尼亞的地緣政治對手阿塞拜疆則積極尋求與俄羅斯建立更緊密的關係，並接待在8月訪問巴庫的俄羅斯總統弗拉基米爾·普京。在逮捕政變策劃者的消息宣佈之前，俄羅斯外交部部長謝爾蓋·拉夫羅夫表示，如果亞美尼亞和阿塞拜疆能在沒有克里姆林宮的調解下達成和平協議，俄羅斯將予以接受。
2024年9月，亞美尼亞國家安全局宣佈逮捕民族主義政治人物阿爾伯特·巴澤揚及7名哈恰基爾納民兵成員，指控他們涉嫌策劃政變。

## 未遂政變
亞美尼亞偵查委員會表示，被捕的7人將面臨「準備奪取政權……使用暴力及威脅暴力來掌控政府權力」的指控。根據亞美尼亞官員的說法，這些策劃者由數名亞美尼亞籍人士組成，其中包括5名亞美尼亞人和2名前阿爾察赫共和國公民。他們被招募前往俄羅斯接受為期三個月的訓練，並在此期間每月獲得220000盧布（約2377美元）的薪水，以學習使用武器。在前往頓河畔羅斯托夫的阿爾巴特營地之前，這些人接受背景檢查和測謊測試。阿爾巴特營是一支主要由俄羅斯亞美尼亞人組成的民兵，曾獲得亞美尼亞使徒教會大主教耶茲拉斯的祝福，前往烏克蘭為俄羅斯作戰。策劃者們還與納戈爾諾-卡拉巴赫的前居民聯繫，試圖吸引他們參與該計劃。根據偵查委員會的報告，當幾名成員拒絕參與推翻政府的暴力行動並向執法機構舉報時，計劃便隨之崩潰。
偵查委員會透露，3名策劃者已被逮捕，而仍有4人在逃。被捕的策劃者之一是塞羅布·加斯帕良，他是來自納戈爾諾-卡拉巴赫的民兵組織黑豹的領導者。雖然加斯帕良對帕希尼揚政府提出過批評，但他的律師對所有指控均予以否認。

## 反應
俄羅斯國防部對該事件拒絕置評。
皇家聯合研究所國際安全主任尼爾·梅爾文在9月20日表示：「目前還沒有足夠的證據來支持這項最新指控。」然而，他的同事卡勒姆·弗雷澤指出，俄羅斯同時試圖推翻現任亞美尼亞政府的可能性並不能排除，尤其是俄羅斯今年早些時候也曾支持亞美尼亞的抗議活動。